# Парк Хилс (Кентаки)
Парк Хилс (енгл. Park Hills) град је у америчкој савезној држави Кентаки.

## Демографија
По попису из 2010. године број становника је 2.970, што је 7 (-0,2%) становника мање него 2000. године.
| Група             | 2000.         | 2010.         |
| Белци             | 2.865 (96,2%) | 2.683 (90,3%) |
| Афроамериканци    | 49 (1,6%)     | 104 (3,5%)    |
| Азијати           | 23 (0,8%)     | 37 (1,2%)     |
| Хиспаноамериканци | 18 (0,6%)     | 80 (2,7%)     |
| Укупно            | 2.977         | 2.970         |